# 록우드 웨스트
록우드 웨스트(Lockwood West, 1905년 7월 28일 ~ 1989년 3월 28일)는 영국의 배우, 영화배우, 텔레비전 배우이다.
비컨헤드에서 태어났으며 브라이턴에서 사망하였다. 사인은 암이다.

## 영화
- 슈팅 파티 (1985년)
- 피라미드의 공포 (1985년)
- 멋진 드렛서 (1983년)
- 제인 에어 (1983년)
- 드라큘라 백작과 그의 뱀파이어 신부 (1974년)
- 제인 에어 (1970년)
- 일곱가지 유혹 (1967년)
- 더 레더 보이즈 (1964년)
- 턴스 오브 글로리 (1960년)
- 오만과 편견 (1952년) - 미스터 콜린스 역
- 버드의 마지막 휴가 (1950년)